# Skilanglauf-Weltcup 1990/91
Der Skilanglauf-Weltcup 1990/91 war eine von der FIS organisierte Wettkampfserie. Der Weltcup begann am 8. Dezember 1990 in Tauplitzalm und endete am 16. März 1991 in Oslo. Höhepunkt der Saison waren die Nordischen Skiweltmeisterschaften 1991 vom 7. bis 21. Februar in Val di Fiemme. Die dort ausgetragenen Einzelwettbewerbe wurden auch als Weltcup-Veranstaltungen gewertet.

## Männer

### Podestplätze Männer
| Datum                                | Austragungsort | Disziplin                  | Sieger                                                                   | Zweiter                                                                      | Dritter                                                                              |
| ------------------------------------ | -------------- | -------------------------- | ------------------------------------------------------------------------ | ---------------------------------------------------------------------------- | ------------------------------------------------------------------------------------ |
| 09.12.1990                           | Tauplitzalm    | 10/15 km Verfolgung        | Torgny Mogren                                                            | Wladimir Smirnow                                                             | Henrik Forsberg                                                                      |
| 15.12.1990                           | Davos          | 15 km klassisch            | Wladimir Smirnow                                                         | Marco Albarello                                                              | Thomas Eriksson                                                                      |
| 16.12.1990                           | Davos          | 4 × 10 km Staffel Freistil | Schweden IThomas Eriksson Gunde Svan Christer Majbäck Torgny Mogren      | Italien ISilvio Fauner Giorgio Vanzetta Marco Albarello Silvano Barco        | Norwegen IØyvind Skaanes Terje Langli Sture Sivertsen Bjørn Dæhlie                   |
| 19.12.1990                           | Les Saisies    | 30 km klassisch            | Wladimir Smirnow                                                         | Torgny Mogren                                                                | Christer Majbäck                                                                     |
| 20.12.1990                           | Les Saisies    | 4 × 10 km Staffel          | Schweden IThomas Eriksson Christer Majbäck Torgny Mogren Henrik Forsberg | ItalienMaurilio De Zolt Giorgio Vanzetta Marco Albarello Silvio Fauner       | Schweden IIJan Ottosson Lars Håland Anders Bergström Niklas Jonsson                  |
| 05.01.1991                           | Minsk          | 15 km Freistil             | Wladimir Smirnow                                                         | Bjørn Dæhlie                                                                 | Václav Korunka                                                                       |
| 06.01.1991                           | Minsk          | 4 × 10 km Staffel          | Norwegen IØyvind Skaanes Terje Langli Vegard Ulvang Bjørn Dæhlie         | SchwedenNiklas Jonsson Sven-Erik Danielsson Christer Majbäck Henrik Forsberg | SowjetunionIgor Badamschin Andrei Kirillow Michail Botwinow Wladimir Smirnow         |
| 09.01.1991                           | Štrbské Pleso  | 30 km Freistil             | Bjørn Dæhlie                                                             | Silvano Barco                                                                | Gianfranco Polvara                                                                   |
| 38. Nordische Skiweltmeisterschaften |                |                            |                                                                          |                                                                              |                                                                                      |
| 07.02.1991                           | Val di Fiemme  | 30 km klassisch            | Gunde Svan                                                               | Wladimir Smirnow                                                             | Vegard Ulvang                                                                        |
| 09.02.1991                           | Val di Fiemme  | 15 km Freistil             | Bjørn Dæhlie                                                             | Gunde Svan                                                                   | Wladimir Smirnow                                                                     |
| 11.02.1991                           | Val di Fiemme  | 10 km klassisch            | Terje Langli                                                             | Christer Majbäck                                                             | Torgny Mogren                                                                        |
| 15.02.1991                           | Val di Fiemme  | 4 × 10 km Staffel          | Norwegen IØyvind Skaanes Terje Langli Vegard Ulvang Bjørn Dæhlie         | Schweden IThomas Eriksson Christer Majbäck Gunde Svan Torgny Mogren          | FinnlandMika Kuusisto Harri Kirvesniemi Jari Isometsä Jari Räsänen                   |
| 17.02.1991                           | Val di Fiemme  | 50 km Freistil             | Torgny Mogren                                                            | Gunde Svan                                                                   | Maurilio De Zolt                                                                     |
| 01.03.1991                           | Lahti          | 4 × 10 km Staffel          | NorwegenTerje Langli Øyvind Skaanes Bjørn Dæhlie Kristen Skjeldal        | SchwedenThomas Eriksson Gunde Svan Torgny Mogren Henrik Forsberg             | SowjetunionMichail Botwinow Igor Badamschin Viatscheslav Plaksunov Alexei Prokurorow |
| 03.03.1991                           | Lahti          | 30 km Freistil             | Kristen Skjeldal                                                         | Wladimir Smirnow                                                             | Gianfranco Polvara                                                                   |
| 09.03.1991                           | Falun          | 30 km Freistil             | Henrik Forsberg                                                          | Torgny Mogren                                                                | Jan Ottosson                                                                         |
| 16.03.1991                           | Oslo           | 50 km klassisch            | Vegard Ulvang                                                            | Harri Kirvesniemi                                                            | Sture Sivertsen                                                                      |

### Weltcupstände Männer
| Rang | Name               | Punkte |
| ---- | ------------------ | ------ |
| 1.   | Wladimir Smirnow   | 163    |
| 2.   | Torgny Mogren      | 129    |
| 3.   | Bjørn Dæhlie       | 105    |
| 4.   | Vegard Ulvang      | 105    |
| 5.   | Kristen Skjeldal   | 76     |
| 6.   | Henrik Forsberg    | 73     |
| 6.   | Terje Langli       | 73     |
| 8.   | Gunde Svan         | 65     |
| 9.   | Marco Albarello    | 62     |
| 9.   | Maurilio De Zolt   | 62     |
| 11.  | Christer Majbäck   | 59     |
| 12.  | Gianfranco Polvara | 46     |
| 13.  | Harri Kirvesniemi  | 45     |
| 13.  | Sture Sivertsen    | 45     |
| 15.  | Thomas Eriksson    | 43     |
| 16.  | Václav Korunka     | 38     |
| 16.  | Jan Ottosson       | 38     |

| Rang | Name                   | Punkte |
| ---- | ---------------------- | ------ |
| 18.  | Michail Botwinow       | 36     |
| 18.  | Alexei Prokurorow      | 36     |
| 20.  | Silvano Barco          | 26     |
| 21.  | Luboš Buchta           | 25     |
| 21.  | Wjatscheslaw Plaksunow | 25     |
| 23.  | Igor Badamschin        | 24     |
| 24.  | Giorgio Vanzetta       | 23     |
| 25.  | Pavel Benc             | 19     |
| 26.  | Øyvind Skaanes         | 18     |
| 27.  | Alfred Runggaldier     | 14     |
| 28.  | Alois Stadlober        | 12     |
| 29.  | Erling Jevne           | 10     |
| 30.  | Niklas Jonsson         | 9      |
| 31.  | Giachem Guidon         | 8      |
| 31.  | Andrei Kirillow        | 8      |
| 31.  | Kazunari Sasaki        | 8      |
| 31.  | Gudmund Skjeldal       | 8      |

| Rang | Name                    | Punkte |
| ---- | ----------------------- | ------ |
| 35.  | Juan Jesús Gutiérrez    | 7      |
| 35.  | Urmas Välbe             | 7      |
| 37.  | Jochen Behle            | 6      |
| 37.  | Jukka Hartonen          | 6      |
| 37.  | Lars Håland             | 6      |
| 37.  | Mika Kuusisto           | 6      |
| 37.  | Martin Petrásek         | 6      |
| 42.  | Alexander Golubjow      | 5      |
| 43.  | Silvio Fauner           | 4      |
| 43.  | André Jungen            | 4      |
| 43.  | Gennadi Lasutin         | 4      |
| 43.  | Pål Gunnar Mikkelsplass | 4      |
| 43.  | Jari Räsänen            | 4      |
| 48.  | Walter Kuß              | 3      |
| 48.  | Ihar Obuchou            | 3      |
| 48.  | Jiří Teplý              | 3      |

## Frauen

### Podestplätze Frauen
| Datum                                | Austragungsort | Disziplin                  | Sieger                                                                       | Zweiter                                                                      | Dritter                                                                      |
| ------------------------------------ | -------------- | -------------------------- | ---------------------------------------------------------------------------- | ---------------------------------------------------------------------------- | ---------------------------------------------------------------------------- |
| 08.12.1990                           | Tauplitzalm    | 10/15 km Verfolgung        | Stefania Belmondo                                                            | Jelena Välbe                                                                 | Tamara Tichonowa                                                             |
| 15.12.1990                           | Davos          | 15 km klassisch            | Jelena Välbe                                                                 | Ljubow Jegorowa                                                              | Marie-Helene Östlund                                                         |
| 16.12.1990                           | Davos          | 4 × 5 km Staffel Freistil  | SowjetunionSwetlana Nageikina Ljubow Jegorowa Tamara Tichonowa Jelena Välbe  | ItalienBice Vanzetta Manuela Di Centa Gabriella Paruzzi Stefania Belmondo    | NorwegenElin Nilsen Inger Lise Hegge Solveig Pedersen Trude Dybendahl        |
| 20.12.1990                           | Les Saisies    | 5/10 km Verfolgung         | Jelena Välbe                                                                 | Stefania Belmondo                                                            | Ljubow Jegorowa                                                              |
| 05.01.1991                           | Minsk          | 30 km klassisch            | Jelena Välbe                                                                 | Swetlana Nageikina                                                           | Inger Nybråten                                                               |
| 12.01.1991                           | Klingenthal    | 15 km klassisch            | Inger Nybråten                                                               | Marie-Helene Östlund                                                         | Solveig Pedersen                                                             |
| 13.01.1991                           | Klingenthal    | 4 × 5 km Staffel           | NorwegenSolveig Pedersen Marit Elveos Nina Skeime Inger Helene Nybråten      | Deutschland IHeike Wezel Gabriele Heß Sigrid Wille Simone Opitz              | ItalienBice Vanzetta Manuela Di Centa Gabriella Paruzzi Stefania Belmondo    |
| 38. Nordische Skiweltmeisterschaften |                |                            |                                                                              |                                                                              |                                                                              |
| 08.02.1991                           | Val di Fiemme  | 15 km klassisch            | Jelena Välbe                                                                 | Trude Dybendahl                                                              | Stefania Belmondo                                                            |
| 10.02.1991                           | Val di Fiemme  | 10 km Freistil             | Jelena Välbe                                                                 | Marie-Helene Östlund                                                         | Tamara Tichonowa                                                             |
| 12.02.1991                           | Val di Fiemme  | 5 km klassisch             | Trude Dybendahl                                                              | Marja-Liisa Kirvesniemi                                                      | Manuela Di Centa                                                             |
| 15.02.1991                           | Val di Fiemme  | 4 × 5 km Staffel           | SowjetunionLjubow Jegorowa Raissa Smetanina Tamara Tichonowa Jelena Välbe    | ItalienBice Vanzetta Manuela Di Centa Gabriella Paruzzi Stefania Belmondo    | NorwegenSolveig Pedersen Inger Helene Nybråten Elin Nilsen Trude Dybendahl   |
| 16.02.1991                           | Val di Fiemme  | 30 km Freistil             | Ljubow Jegorowa                                                              | Jelena Välbe                                                                 | Manuela Di Centa                                                             |
| 02.03.1991                           | Lahti          | 15 km Freistil             | Jelena Välbe                                                                 | Manuela Di Centa                                                             | Ljubow Jegorowa                                                              |
| 09.03.1991                           | Falun          | 15 km Freistil             | Jelena Välbe                                                                 | Tamara Tichonowa                                                             | Ljubow Jegorowa                                                              |
| 10.03.1991                           | Falun          | 4 × 5 km Staffel klassisch | SowjetunionSwetlana Nageikina Ljubow Jegorowa Tamara Tichonowa Jelena Välbe  | NorwegenSolveig Pedersen Inger Helene Nybråten Elin Nilsen Trude Dybendahl   | FinnlandMarjut Rolig Merja Lahtinen Jaana Savolainen Marja-Liisa Kirvesniemi |
| 15.03.1991                           | Oslo           | 4 × 5 km Staffel           | Norwegen ITrude Dybendahl Inger Helene Nybråten Solveig Pedersen Elin Nilsen | SowjetunionSwetlana Nageikina Raissa Smetanina Tamara Tichonowa Jelena Välbe | Norwegen IIMarit Elveos Marit Mikkelsplass Inger Lise Hegge Nina Skeime      |
| 16.03.1991                           | Oslo           | 5 km Freistil              | Jelena Välbe                                                                 | Manuela Di Centa                                                             | Marie-Helene Östlund                                                         |

### Weltcupstände Frauen
| Rang | Name                    | Punkte |
| ---- | ----------------------- | ------ |
| 1.   | Jelena Välbe            | 220    |
| 2.   | Stefania Belmondo       | 128    |
| 3.   | Ljubow Jegorowa         | 126    |
| 4.   | Marie-Helene Östlund    | 112    |
| 5.   | Manuela Di Centa        | 106    |
| 6.   | Trude Dybendahl         | 88     |
| 7.   | Tamara Tichonowa        | 82     |
| 8.   | Swetlana Nageikina      | 80     |
| 9.   | Inger Nybråten          | 62     |
| 10.  | Solveig Pedersen        | 57     |
| 11.  | Marjut Rolig            | 46     |
| 12.  | Gabriele Heß            | 35     |
| 13.  | Isabelle Mancini        | 28     |
| 14.  | Simone Opitz            | 26     |
| 14.  | Raissa Smetanina        | 26     |
| 16.  | Pirkko Määttä           | 25     |
| 17.  | Marja-Liisa Kirvesniemi | 24     |

| Rang | Name                    | Punkte |
| ---- | ----------------------- | ------ |
| 17.  | Sigrid Wille            | 24     |
| 19.  | Elin Nilsen             | 23     |
| 20.  | Inger Lise Hegge        | 22     |
| 21.  | Olga Danilowa           | 19     |
| 21.  | Alžbeta Havrančíková    | 19     |
| 21.  | Elena Kaschirskaja      | 19     |
| 24.  | Ina Kümmel              | 14     |
| 25.  | Carina Görlin           | 12     |
| 25.  | Gabriella Paruzzi       | 12     |
| 25.  | Nina Skeime             | 12     |
| 25.  | Heike Wezel             | 12     |
| 29.  | Marianne Dahlmo         | 11     |
| 29.  | Marit Elveos            | 11     |
| 29.  | Magdalena Wallin        | 11     |
| 32.  | Marit Wold              | 9      |
| 33.  | Natalia Chernych        | 7      |
| 33.  | Yekaterina Kowalewitsch | 7      |

| Rang | Name                    | Punkte |
| ---- | ----------------------- | ------ |
| 33.  | Grete Ingeborg Nykkelmo | 7      |
| 33.  | Tuulikki Pyykkönen      | 7      |
| 37.  | Vera Fjodorowa          | 6      |
| 37.  | Lis Frost               | 6      |
| 39.  | Anna Janoušková         | 5      |
| 39.  | Irina Spitsina          | 5      |
| 39.  | Karin Svingstedt        | 5      |
| 42.  | Bice Vanzetta           | 4      |
| 43.  | Fumiko Aoki             | 3      |
| 43.  | Ann-Marie Karlsson      | 3      |
| 45.  | Małgorzata Ruchała      | 2      |
| 46.  | Simone Bauknecht        | 1      |
| 46.  | Guidina Dal Sasso       | 1      |
| 46.  | Kateřina Neumannová     | 1      |
| 46.  | Nadesda Schlesarewa     | 1      |
| 46.  | Sophie Villeneuve       | 1      |